# Котлина
Котлина је улегнуће у Земљиној кори, затворено са свих страна или у случају дренирања реке, отворено на два краја. Може бити тектонска, ледничка и др. Котлине се јављају и на дну океана (ивичне, дубокоморске). У Србији постоје бројне котлине — Косовска, Метохијска, Лесковачка, Пожешка и др.

## Подела котлина
Котлине се могу поделити према начину постанка на тектонске и ерозивне котлине.
Тектонске котлине настале су спуштањем земљишта у рељефу Земљине површине. Спуштање земљишта може бити изазвано радијалним тектонским покретима при чему котлине тада представљају ровове или тангенцијалним тектонским покретима при чему котлине представљају синклинале. Котлине настале тектонским покретима спуштања често имају заравњено дно акумулативног порекла. Примери оваквих котлина у Републици Србији су Хомољска, Сокобањска, Жагубичка, Сврљишка, Пиротска котлина итд.
Ерозивне котлине најчешће су настале селективном речном ерозијом, на местима где је у речним долинама велики износ бочне ерозије. Оне у ствари представљају флувијално-денудациона проширења у речним долинама. Примери оваквих проширења јесу Ивањичка и Ариљска котлина у долини Голијске Моравице.